# Ohangwena
Ohangwena est l'une des quatorze régions administratives de Namibie. 
Autrefois partie intégrante de l'ancien Ovamboland, elle fut créée en 1992. 
Cette région agricole est peuplée quasi exclusivement d'Ovambos et est politiquement dominée par la SWAPO. 
Cette région reculée et peu développée de Namibie est frontalière de l'Angola avec qui s'effectue l'essentiel des échanges commerciaux.
C'est aussi une circonscription qui porte donc le même nom que la région à laquelle elle appartient.

## Circonscriptions
Circonscriptions :
- Ongenga.
- Engela.
- Oshikango.
- Ondobe.
- Eenhana.
- Omundaungilo.
- Okongo.
- Ohangwena.
- Endola.
- Epembe.
- Omulonga.
- Oshikunde.

## Liens
- Site officiel